# Valentino (гурт)
Valentino — югославський та боснійський поп-рок гурт.

## Історія
Гурт було засновано 1982 року у Сараєво гітаристом Зіядом «Zijo» Різванбеговичем та вокалістом Суадом Якирличем «Jaka». Пізніше до них приєдналися: Емір Чолакович (бас-гітара), Дубравко Смолчич (барабани) і Младен Мілічевич (клавішні). У такому складі було записано дебютний альбом «No.1» (також відомий як «Valentino 1»). Бас-гітаристом до запису альбому було залучено Горана Бреговича.
У 1987 році Якирлич залишає гурт через службу у Югославській Народній Армії і наступного року йому на зміну приходить Гордан Прусіна «Gogo», з яким гурт записав 2 альбоми 1988 та 1989 року. Даний період характеризується переходом до хардрокового звучання.
1991 року гурт розпадається через початок Югославських війн.
2001 року Зіяд Різванбегович поновив діяльність гурту, самостійно зайнявши позицію вокаліста. З 2001 по 2006 роки Зійо видає 2 студійні альбоми та знімає 2 відеокліпи, а з 2014 року переспівує найбільші хіти гурту зі своїм вокалом та сесійними музикантами з подальшою публікацією відео на Youtube.

## Дискографія

### Студійні альбоми
- No.1, 1983.
- No.2, 1985.
- No.3, 1987.
- No.4, 1988.
- No.5 Ponekad noću dok spava grad, 1989.
- No.6 Sve su se moje cure udale, 2001.
- No.7, 2006.

### Компіляції, концертні та демо-альбоми
- Moja kuća putujuća — демо, 1996
- Moje najljepše pjesme — компіляція, 1998.
- 20 pjesama 20 godina — компіляція, 2004.
- Balade — компіляція, 2006.
- Platinum collection — компіляція, 2007.
- Live !! Samo sklopi okice — концертний, 2011.

### Сингли
| Рік  | Назва                           |
| ---- | ------------------------------- |
| 1983 | «Volim te još»                  |
| 1985 | «Najbolje godine»               |
| 1985 | «Ponekad se sjetim da postojiš» |
| 1985 | «Vrela usna»                    |
| 1985 | «Reci kraj»                     |
| 1985 | «Bez tebe»                      |
| 1985 | «Ne, ne boj se»                 |
| 1987 | «Oka tvoja dva»                 |
| 1987 | «Nema je, nema»                 |
| 1987 | «Kad me više ne bude»           |
| 1988 | «Samo sklopi okice»             |
| 1988 | «Pile moje»                     |
| 1988 | «Ne mogu, ne mogu»              |
| 1989 | «Ponekad noću dok spava grad»   |
| 1989 | «Idu ptice selice»              |
| 1991 | «Kada struje nestane»           |
| 2001 | «Kad se spuste zavjese»         |
| 2001 | «Upomoć»                        |

### Відеокліпи
- «Samo sklopi okice» (1988)
- «Pile moje» (1988)
- «Ne mogu, ne mogu» (1988)
- «Ponekad noću dok spava grad» (1989)
- «Kada struje nestane» (live, 1991)
- «Kad se spuste zavjese» (2001)
- «Upomoć» (2001)